# 2277 Moreau
2277 Moreau este un asteroid din centura principală, descoperit pe 18 februarie 1950 de Sylvain Arend.